# Prise de Mitú
Conflit armé colombien
Batailles
Années 1970

Anorí
Années 1980

Palais de justice
Années 1990
- Casa Verde
- Girasoles
- Las Delicias
- Quebrada El Billar
- Miraflores
- Mitú

Années 2000
- Berlín
- Reprise de la zone démilitarisée
- Alcatraz
- Jaque
- Fénix
- Dinastía

Années 2010
- Camaleón
- Sodoma
- Némésis
- Odiseo
- Combats de 2013 (processus de paix)

La prise de Mitú par les FARC a eu lieu le 1er novembre 1998. Cette opération des FARC représente l'un des coups les plus importants portés par cette guérilla aux forces armées colombiennes. Cette attaque permet aux FARC de tuer 37 membres de la force publique (policiers ou militaires) et d'en capturer 61. Ces derniers seront pour la plupart (à l'exception des officiers) unilatéralement libérés par la guérilla à l'occasion des négociations du Caguan avec le gouvernement colombien, malgré le refus de celui-ci de procéder à un échange de prisonniers.
La reprise de la ville par l'armée se fait en moins de 48 heures grâce au soutien du Brésil, qui permet à l'armée colombienne d'utiliser une base aérienne proche de Mitú pour amener des renforts. Lors de la reprise de la ville et de la retraite qui suit, les FARC subissent des pertes très importantes, estimées à 800 guérilleros,. Le chiffre est cependant réestimé ultérieurement à une centaine de morts.[réf. nécessaire]